# Nicolas Jaillet
 (avril 2012).
Nicolas Jaillet, né le 27 mai 1971 à Boulogne-Billancourt en France, est un écrivain français.
Il a été comédien de théâtre, collaborateur du chanteur Alexis HK, co-scénariste du film Briques, de Thomas Salvador. En 2024, il obtient le prix spécial des lecteurs de L'Humanité pour son roman La Maison.

## Publications

### Romans
- Le Retour du Pirate, Lattès, 2003 : une fable sur le thème du banditisme et de la rébellion ;
- Sansalina, éd. Après la Lune 2007, éd. Folio Policier 2009 : un western sur le thème de la soif de pouvoir et de la folie ;
- Nous les maîtres du monde[1], éd. Après la Lune, 2010 : une fable sur les désillusions de la génération à laquelle l'auteur appartient, et qu'il définit comme une génération perdue.
- La Maison, éd. Bragelonne, 2016.
- Ravissantes, éd. Bragelonne, 2017.
- Mauvaise Graine, La Manufacture de livres, 2020.
- Fatal baby, La Manufacture de livres, 2021.
- Fernanda, La Grage Batelière, 2023.
- Je suis de mon cœur le vampire, La Grage Batelière, 2025.

### Nouvelle
- Alfajores, dans Déguster le noir, anthologie sous la direction d'Yvan Fauth. Paris : Belfond, coll. "Belfond noir", 06/2023, p. 95-111.  (ISBN 978-2-7144-9749-9)

### Romans jeunesse
Deux tomes d'un récit historique qui se situe en Europe entre 1812 et 1820 :
- Intruse, éd. Hachette, 2010 ;
- Clandestine, éd. Hachette, 2011.
- Frater, In8, 2024.